# Берно (Торино)
Берно је насеље у Италији у округу Торино, региону Пијемонт.
Према процени из 2011. у насељу је живело 9 становника. Насеље се налази на надморској висини од 577 м.